# 米蘭·彼得熱拉
米蘭·彼得熱拉（捷克語：Milan Petržela，1983年6月19日—）是捷克的一位足球運動員。他現在效力于德國足球甲級聯賽球隊奧格斯堡足球俱樂部。他也代表捷克國家足球隊參賽。